# Cajobi
Cajobi é um município brasileiro do estado de São Paulo. Localiza-se na microrregião de Catanduva, na mesorregião de São José do Rio Preto. O município é formado pela sede e pelo distrito de Monte Verde Paulista.

## História
No começo do século XX, um grupo de condôminos que dividiram a antiga fazenda “Bebedouro do Turvo” doaram sob a invocação de “Nossa Senhora da abadia” , 32 (trinta e dois) alqueires de terra para a formação do povoado que inicialmente deveria chamar-se Monte Verde, no local reservado a fundação do futuro povoado fizeram eles a roçada e levantaram um cruzeiro com realização do primeiro terço em 13 de maio de 1901, sendo este cruzeiro o símbolo da fé cristã”.
No dia 23 de dezembro de 1913, o povoado de Monte Verde passa a se chamar Distrito de Paz de Cajobi, nome que tem origem na língua tupi.
Cajobi permaneceu como distrito da Comarca de Olímpia até 30 de dezembro de 1926. A partir dessa data o município passa a ter autonomia política, podendo assim realizar eleições para vereadores e prefeitos.

### Formação territorial-administrativa
Histórico da formação do município:
- Distrito de paz criado com a denominação de Monte Verde, no município e comarca de Barretos, pela Lei nº 1.139, de 31/10/1908.
- Denominação alterada para Cajobi pela Lei nº 1.404, de 23/12/1913.
- Município criado pela Lei nº 2.189, de 30/12/1926.

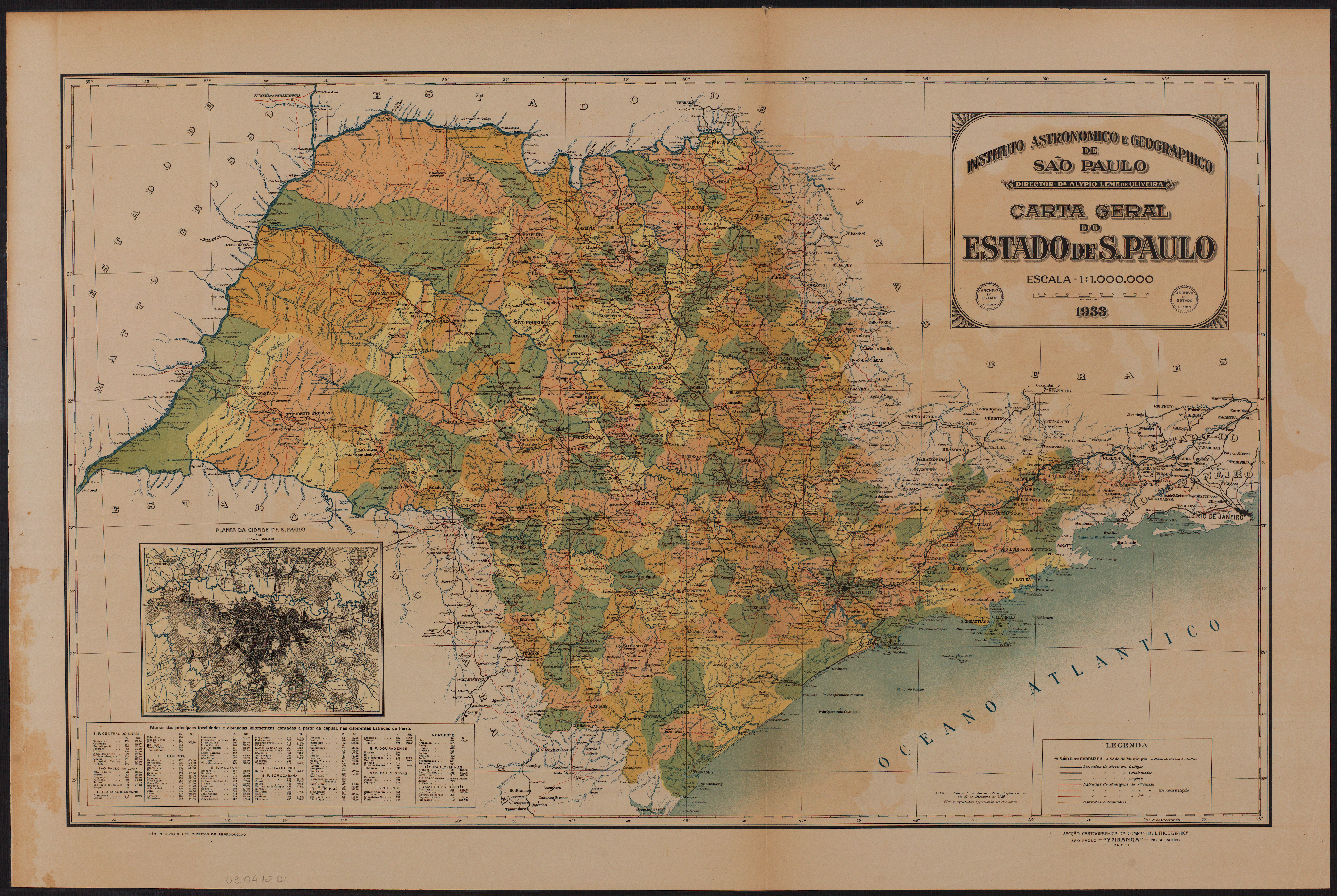
Estado de São Paulo (1933).

## Geografia
Localiza-se a uma latitude 20º52'47" sul e a uma longitude 48º48'34" oeste, estando a uma altitude de 565 metros. Possui uma área de 176 quilômetros quadrados.
Localizada na região noroeste do estado, Cajobi fica a aproximadamente 430 quilômetros da capital estadual. O município faz divisa com Severinia, Monte Azul Paulista, Embaúba e Tabapuã. 

### Hidrografia
- Rio Turvo
- Rio da Onça

### Rodovias
- SP-322

## Demografia
Dados do Censo - 2010
População Total: 9 768
- Urbana: 9 133
- Rural: 635
- Homens: 5 025[9]
- Mulheres: 4 743

Densidade demográfica (hab./km²): 55,22
Taxa de Alfabetização: 92,2%
Dados do Censo - 2000
Mortalidade infantil até 1 ano (por mil): 13,79
Expectativa de vida (anos): 72,36
Taxa de fecundidade (filhos por mulher): 2,40
Índice de Desenvolvimento Humano (IDH-M): 0,775
- IDH-M Renda: 0,674
- IDH-M Longevidade: 0,789
- IDH-M Educação: 0,862

(Fonte: IPEADATA)

## Infraestrutura

### Comunicações
O sistema de telefones automáticos foi inaugurado na cidade em 1974 pela Telecomunicações de São Paulo (TELESP), que também implantou o sistema de discagem direta à distância (DDD) em 1988 com o código de área (0175). Anteriormente a cidade era atendida pela Companhia Telefônica Brasileira (CTB).
Na década de 90 o código DDD da cidade foi alterado para (017), para padronização do sistema telefônico com a telefonia celular que estava sendo implantada em todo o estado.

## Pessoas ilustres
- Sérgio Aparecido Colombo
- Mário Chamie

## Religião
O Cristianismo se faz presente na cidade da seguinte forma:
Igreja Católica 
| Diocese             | Paróquia                |
| ------------------- | ----------------------- |
| Diocese de Barretos | Nossa Senhora da Abadia |

A Paróquia Nossa Senhora da Abadia foi criada no ano de 1916. Faz parte da Diocese de Barretos.

### Igrejas Evangélicas
Entre as igrejas protestantes históricas, pentecostais e neopentecostais, encontram-se na cidade:
- Assembleia de Deus Ministério do Belém.[17][18]
- Congregação Cristã no Brasil.[19]